# Kolecistitis
Kolecistitis označava upalu žučnog mjehura. Razlikujemo akutni i kronični kolecistitis. U više od 90% bolesnika nastaje zbog opstrukcije (začepljenja) žučnog voda kamencem. 

## Klinička slika
Najvažniji simptom je bol u gornjem desnom dijelu trbuha, pod desnim rebranim lukom. Bol se pojačava disanjem i kretanjem. Bol se često širi straga sve do vrha desne lopatice. Česti su mučnina i povraćanje koji se obično javljaju nakon što se pojavi bol. Temperatura je umjereno povišena. Murphyjev znak označava bolnu osjetljivost pri palpaciji ispod desnog rebranog luka koja se pojačava kod dubokog udisaja. Akutni kolecistitis se može povući već za 1 do 2 dana, a obično se smiri za 7 do 10 dana.

## Akutni kalkulusni kolecistitis

### Toksična iritacija
Počinje najčešće tako što žučni kamenac napravi opstrukciju na razini vrata žučnog mjehura ili cističnog duktusa (lat. ductus cysticus).
Zbog zastoja žuči, fosfolipaza iz sluznice žučnog mjehura hidrolizira bilijarni lecitin u toksični lizolecitin, koji nadražuje i oštećuje sluznicu i uzrokuje upalnu reakciju.
Zbog oštećenja zaštitnog sloja glikoproteina sluznice, epitel se direktno izlaže deterdžentskom djelovanju žučnih soli.
Zbog zastoja žuči povećava se intraluminalni tlak, žučni kamenci također pritišću sluznicu, te se kompromitira krvotok u sluznici.
Ovo se događa bez utjecaja bakterija.

### Bakterijska infekcija
Ako na gore navedene promjene djeluje bakterijska infekcija, dolazi do težeg, bakterijskog kolecistitisa koji može biti:
- gnojni
- fibrinozni
- gangrenozni

U blažim slučajevima zid žučnog mjehura je zadebljan, hiperemičan i edematozan. U težim slučajevima, žučni mjehur je povećan, napet, s fibrinom na serozi i subseroznim krvarenjem. U lumenu se može naći mutna žuč, gnoj, fibrin i krv. Ako je kompromitirana cirkulacija dolazi do nekroze stijenke žučnog mjehura (gangrena), perforacije i peritonitisa. 

## Akutni akalkulusni kolecistitis
Označava akutnu upalu žučnog mjehura bez prisutnosti žučnih kamenaca. Uzroci mogu biti:
- teške traume ili opekline
- sepsa
- poslijeporođajni period

Morfološke promjene su slične onima kod akutnog kalkulusnog kolecistitisa.

## Kronični kolecistitis
Kronični kolecistitis može nastati:
- poslije ponavljanih akutnih upala
- bez prethodnih akutnih upala

### Morfologija
Žučni mjehur je normalne veličine, povećan ili smanjen. Žučni kamenci su obično prisutni u lumenu, kao i tekući sadržaj koji može biti zelen, sluzav, zamućen, vodenast, gnojan...

## Komplikacije
- Empijem žučnog mjehura
- Hidrops žučnog mjehura
- Gangrena žučnog mjehura
- Perforacija žučnog mjehura
- Fistule
- Ileus

## Liječenje
Konzervativno liječenje i kirurško liječenje
- Konzervativno liječenje:

Prekida se uzimanje hrane i tekućine na usta te se stavlja nazogastrična sonda, daje se infuzija te analgetici i spazmolitici za suzbijanje boli. U terapiji se primjenjuju antibiotici. 
- Kirurško liječenje:

Najvažniji je oblik liječenja. Kolecistektomija označava operativno uklanjanje žučnog mjehura. Hitna kolecistektomija (unutar 72 sata) indicirana je u svakog akutnog kolecistitisa ako je dijagnoza jasna. Time se spjrečavaju komplikacije i skraćuje boravak u bolnici. Najčešće se izvodi laparoskopska kolecistektomija.
|  | Molimo pročitajte upozorenje o korištenju medicinskih informacija. Ne provodite liječenje bez savjetovanja s liječnikom! |